# Burgstall Schlossberg (Veitsaurach)
Der Burgstall Schlossberg bezeichnet eine abgegangene Höhenburg südöstlich des Gemeindeteils Veitsaurach der Stadt Windsbach im Landkreis Ansbach in Mittelfranken in Bayern.
Zu dieser Burg ist keine historische Überlieferung bekannt. Lesefunde von Keramik datieren sie in das Hochmittelalter. 
Die östliche Spitze eines Geländesporns wird durch einen Halsgraben abgeschnitten, so dass sich ein Burgareal in Form eines spitzwinkligen Dreiecks mit 85 m Länge und max. 45 m Breite ergibt. Der Graben ist im Westen nach außen als 3 m hoher, sehr steiler Hang ausgebildet. Die Hauptburg erhebt sich nur ca. 2 m über die Grabensohle und fällt dorthin sanft ab. Es sind im Innenraum keine Gebäudestrukturen oder Befestigungsreste erkennbar. Allerdings sind die Ränder des Plateaus eindeutig künstlich versteilt.